# 나는 SOLO, 그 후 사랑은 계속된다
나는 SOLO, 그 후 사랑은 계속된다는 ENA와 SBS 플러스가 공동으로 제작한 예능 프로그램인 나는 SOLO의 번외편이다. 나는 SOLO 본편에서 커플이 되지 못한 출연자들을 섭외하여 새로운 이야기를 만들어가는 데이팅 프로그램이다.

## 방송 시간 및 채널 편성
- ENA, SBS 플러스 공통으로 매주 목요일 밤 10시 30분에 본방 편성
- 기타 추가 채널 : ENA 플레이, SBS funE

## 출연진

### 현재 출연진
- 데프콘
- 경리
- 윤보미